# Municipio de Soto la Marina
El municipio de Soto la Marina es uno de los 43 municipios en que se divide el estado mexicano de Tamaulipas, ubicado en la costa central del estado, su cabecera es la ciudad de Soto la Marina.

## Geografía
El municipio de Soto la Marina se encuentra localiza en la costa central del Golfo de México de Tamaulipas, incluyendo el sector sur de la Laguna Madre, tiene una extensión territorial total de 6,422.14 kilómetros cuadrados que representan el 7.63% de la extensión total de Tamaulipas, sus coordenadas extremas son 24°30′ - 23°17′ de latitud norte y 98°31′ - 97°44′ de longitud oeste. Sus límites corresponde al norte con el municipio de San Fernando, al noroeste con el municipio de Abasolo, al oeste con el municipio de Casas y al sur con el municipio de Aldama.

### Orografía e hidrografía
El municipio de Soto la Marina tiene una altitud que va de los 50 a los 1,100 metros sobre el nivel del mar, destacando la Llanura costera del Golfo de México y un valle central en  el que se ubica la cabecera municipal, es cruzado por dos importantes serranías, una de ellas divide la llanura costera del valle centro y la altitud máxima es la Sierra La Cocina, las mayores elevaciones se encuentra en el extremo suroeste del municipio, donde se encuentra el Cerro Borrego y la Sierra de Tamaulipas. Fisiográficamente todo del municipio pertenece a la Provincia Llanura Costara del Golfo Norte y a tres diferentes subprovincias: la zona suroeste a la Subprovincia Sierra de Tamaulipas, la zona central a la Subprovincia Llanuras y lomeríos y la zona más oriental a la Subprovincia Llanura costera Tamaulipeca.
Por su situación geográfica la hidrografía de Soto la Marina es muy amplia, destacando grandes lagunas litorales la principal de las cuales es la Laguna Madre y esteros, existen además otras muchas lagunas entre las que destacan la Laguna Bayuco de Oro y la Laguna Morelos, la principal corriente es el río Soto la Marina que desemboca en el Golfo de México, existiendo además numerosos arroyos que descienden desde las serranías y desembocan ya sea en las lagunas litorales o en el Golfo de México y de los cuales existen tanto permanentes como intermitentes. La totalidad del municipio pertenece a la Región hidrológica San Fernando-Soto la Marina, y se divide en tres diferentes cuentas, la zona más al norte forma la Cuenca del río San Fernando, la zona central la Cuenca del río Soto la Marina y la zona más al sur la Cuenca Laguna de San Andrés-Laguna de Morales.

### Clima y ecosistemas
La mitad norte del municipio de Soto la Marina registra un clima clasificado como Semiseco muy cálido y cálido, la mitad sur se divide a su vez en otras dos zonas, la superior con clima Semicálido subhúmedo con lluvias en verano, de menor humedad y la inferior con clima Semicálido subhúmedo con lluvias en verano, de humedad media; la práctica totalidad de la extensión municipal registra una temperatura media anual entre los 22 y los 24 °C, variando únicamente en dos pequeñas zonas, una la noroeste donde la temperatura es superior a los 24° y otra en el extremo suroeste donde el rango es de 20 a 22 °C; la precipitación promedio anual se divide en tres zona, la norte registra 700 a 800 mm, la central de 800 a 1,000 mm y la sur es superior a los 1,000 mm anuales.
La flora del municipio es muy variada, en el norte del territorio abundan los matorrales xerófitos, mientras que en el sur se encuentran grandes extensiones de selva, y en la zona cercana al litoral destacan los pastizales; entre las principales especies de fauna se encuentran venado, jabalí, coyote, lince, pato, conejo y liebre.

## Arqueología
En el municipio se encuentra la zona arqueológica El Sabinito, cerca de la comunidad del mismo nombre, que es uno de los sitios arqueológicos más importantes del estado de Tamaulipas, y de toda la región noreste de México.

## Demografía
De acuerdo a los resultados del Conteo de Población y Vivienda realizado en 2005 por el Instituto Nacional de Estadística y Geografía, la población total del municipio de Soto la Marina es de 22,826 personas, de las cuales 11,727 son hombres y 11,099 son mujeres; por tanto el porcentaje de población masculina es del 51.4%, la tasa de crecimiento poblacional anual de 2000 a 2005 ha sido del -1.0%, el 31.3% de la población es menor de 15 años de edad, y entra esa edad y los 64 años se encuentra el 62.6% de la población, el 41.1% de los pobladores residen en localidades que superan los 2,500 habitantes y solo el 0.9% de los habitantes mayores de cinco años de edad son hablantes de alguna lengua indígena.

Principales localidades del municipio

### Localidades
En el municipio de Soto la Marina se localizan 800 localidades, las principales y su población en 2005 se enlistan a continuación:
| Localidad                      | Población |
| Total Municipio                | 22 826    |
| Soto la Marina                 | 9389      |
| La Pesca                       | 1632      |
| Tampiquito                     | 985       |
| Miguel de la Madrid (El Canal) | 491       |
| Tres de Abril                  | 416       |
| La Zamorina                    | 408       |

## Política
El gobierno del municipio es ejercido por el Ayuntamiento, que es electo por voto universal, directo y secreto para un periodo de tres años que no pueden ser reelegidos para el periodo inmediato pero si de forma no continua, el ayuntamiento lo conforman el presidente municipal, un síndico y el cabildo formado por seis regidores, cuatro electos por mayoría y dos por el principio de representación proporcional; todos entran a ejercer su cargo el día 1 de octubre del año en el que se llevó a cabo su elección.

### Representación legislativa
Para la elección de diputados locales al Congreso de Tamaulipas y de diputados federales a la Cámara de Diputados de México el municipio de Soto la Marina se encuentra integrado en los siguientes distritos electorales:
Local:
- XVI Distrito Electoral Local de Tamaulipas con cabecera en Xicotencatl.[16]

Federal:
- VI Distrito Electoral Federal de Tamaulipas con cabecera en Ciudad Mante.[17]

### Presidentes municipales
- (1996 - 1998): Artemio Arellano Conde
- (1999 - 2001): Guadalupe Bernal Barreto
- (2002 - 2004): Juvenal Martínez Vázquez
- (2005 - 2007): Leonel Arellano Ochoa
- (2008 - 2010): Raquel Alonso Carmona
- (2011 - 2013): Edgar Edelmiro Gómez Gandaria
- (2013 - 2016): J. Leonel Tavares Flores.
- (2016 - 2018): Habiel Medina Flores.
- (2018 - 2021): Abel Enrique Gámez
- (2021-2024): Antonio Medina Jasso